# Apartamento

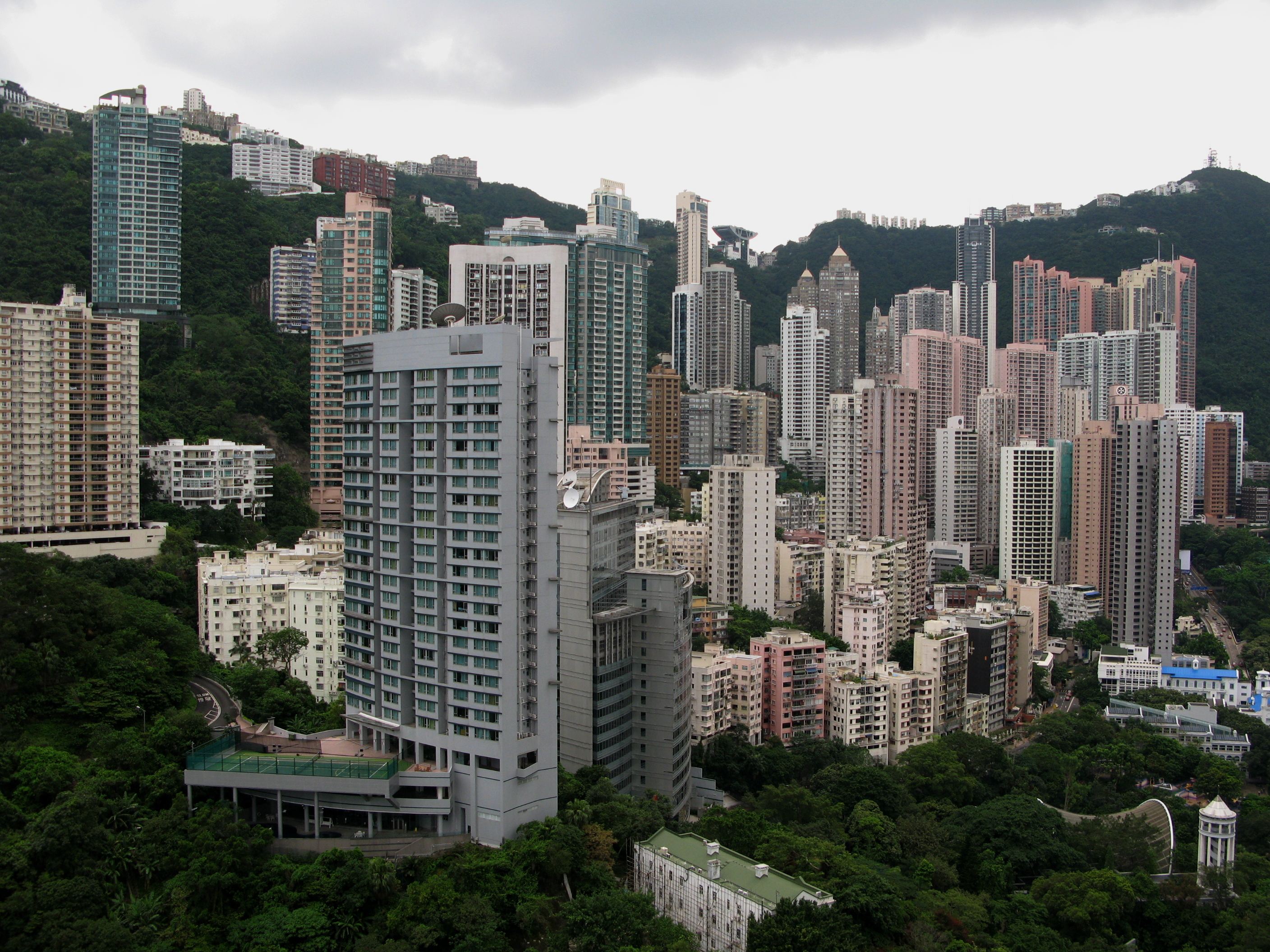
Conjunto de edifícios em Hong Kong.

O apartamento é uma unidade habitacional existente em edifícios multifamiliares e em conjuntos habitacionais.
Os apartamentos têm grande variação em seu tamanho: podem ser desde quitinetes (com apenas um quarto-e-sala, um corredor e um banheiro), unidades de 1, 2, 3, 4 e até mais dormitórios, com um número variável de suítes (quartos com banheiro interno) e de garagens (de nenhuma - como em prédios antigos, localizados em áreas centrais, até várias, em apartamentos de luxo). É comum chamar-se o termo inglês Penthouse aos apartamentos situados do último andar (ou piso superior de um prédio), os quais compõem a cobertura do edifício habitacional.
Normalmente, é paga uma taxa de condomínio para o síndico ou administrador do prédio realizar as obras de manutenção e despesas com funcionários. Também são feitas com frequência pré-estabelecida ou quando necessário reuniões de moradores com vista à decisão de assuntos relevantes para o conjunto residencial: estabelecer regulamentos, modificar valor de taxas, instituir fundos arrecadatórios para reformas ou obras.
Em geral, cada apartamento é de propriedade de uma família, embora sejam possíveis - ainda que raras - outras formas: que algumas pessoas comprarem apartamentos ao lado de uma rua para transformá-los em uma subdivisão comercial do prédio, ou seja, uma loja ou que comprem apartamentos vizinhos para fazer um maior.

## Numeração
Apartamentos quase sempre são numerados para fins de identificação do imóvel, entrega de correspondências, para o funcionamento do interfone, entre outros fins. No entanto, o sistema de numeração utilizado varia dependendo do país, e podem haver mais de um sistema dentro do mesmo país.
No Brasil, o número do apartamento tipicamente informa o número do andar em que ele se localiza. No entanto, existem dois sistemas de numeração utilizados mais frequentemente. Em um sistema, o número do andar é seguido pelo número do apartamento naquele andar. Assim, no 5º andar o 2º apartamento recebe o número 52. No 13º andar o 1º apartamento recebe o número 131. Assim, os números dos apartamentos podem ter 2 ou 3 algarismos. No outro sistema, o número do andar é seguido por um número de dois algarismos, independente da quantidade total de apartamentos por andar. Dessa forma, no 5º andar o 2º apartamento recebe o número 502, e no 13º andar o 1º apartamento recebe o número 1301.
Nos Estados Unidos, o guia da Universidade do Havaí informa que deve-se utilizar um ou dois algarismos para o andar, e dois algarismos para indicar o número do apartamento dentro do andar. Assim, no 5º andar o 2º apartamento recebe o número 502. Este sistema também é utilizado no Chipre.
Na Suíça, todos os apartamentos devem ter um número com 4 algarismos: os dois primeiros indicam o andar, e os dois últimos o apartamento. O andar no térreo é numerado 10, andares acima recebem número 11, 12, 13... em diante, enquanto andares no subsolo recebem o número 09, 08... em diante. Assim, no 5º andar o 2º apartamento receberia o número 1502, e no 13º andar o 1º apartamento receberia o número 2301.
Na Rússia, apartamentos recebem número sequencial, de 1 em diante, independente do andar em que se localizam. No 5º andar, o 2º apartamento vai ter sua numeração determinada por quantos apartamentos existem nos andares inferiores.
Na França alguns apartamentos não são numerados, e são identificados pelo nome do morador.
Na Itália, se uma casa for dividida em apartamentos independentes, eles são identificados por letras, após o número da casa. Assim, podem haver os apartamentos 10A, 10B, 10C. Em Roma, existem endereços que informam explicitamente qual o andar ("piano"), assim o apartamento poderia ser identificado por "piano 5, interno 2", ou endereços que informam qual escada ("scala") deve ser utilizada, e um apartamento poderia ser "scala A, interno 6".

## Galeria
- Conjunto de edifícios em Pyongyang
- Apartamento em Shkodër
- Apartamentos em Fátima
- Apartamentos em Singapura
- Apartamentos em Nova Jérsia
- Apartamentos em Gold Coast